# Sawadogo
Pour les articles homonymes, voir Sawadogo (homonymie).
Sawadogo est une localité située dans le département de Yargo de la province du Kouritenga dans la région Centre-Est au Burkina Faso.

## Santé et éducation
Le centre de soins le plus proche de Sawadogo est le centre de santé et de promotion sociale (CSPS) de Yargo tandis que le centre médical avec antenne chirurgicale (CMA) se trouve à Koupéla.
Le village possède un centre permanent d'alphabétisation et de formation (CPAF).